# Катандзаро (провинция)
Катандзаро (итал. Provincia di Catanzaro) — провинция в Италии, в регионе Калабрия.

## Физико-географическая характеристика
Провинция Катандзаро находится между Тирренским морем на западе и Ионическим морем на востоке. В своей самой узкой части расстояние между морями достигает 30 км. Перешеек Катандзаро (другое название, перешеек Марчеллинара), ширина которого составляет 2 км, соединяет Piana di Sant’Eufemia и Corace Valley в заливе Скуиллаче. В окрестностях города Марчеллинара есть точка, с которой можно наблюдать оба моря.
Катандзаро граничит с провинцией Козенца на севере, Кротоне на северо-востоке, Реджо-Калабрия на юге и Вибо-Валентия на юго-западе. Рельеф гористый, в южной части находится Serre Calabresi, в северной — Sila.
На севере провинции расположен национальный парк Сила.
Столицей провинции и всего региона является город Катандзаро, разделённый на две части долиной Fiumarella, через которую проходит мост Моранди. Построенный в 1960 году по проекту Риккардо Моранди, он является одним из высочайших мостов в Европе.

## История
Греки называли жителей этого региона Italoi, по имени короля Итало, при императоре Августе название распространилось на всю Калабрию, а затем и на весь полуостров.
В январе 1996 года были образованы провинции Кротоне и Вибо-Валентия, которым отошла часть территории Катандзаро. До этого, в 1901 году площадь провинции составляла 2030 кв.миль.

## Население
По данным переписи населения 1881 года в провинции проживало 433,975 человек, 1901 года — 498,791 человек. На 1 январе 2014 года по данным национального института статистики население провинции составляло 363,979 человек, из них женщин — 187,146, мужчин — 176,833.
В провинции находится 80 населённых пунктов:
- Альби
- Амарони
- Амато
- Андали
- Аргусто
- Бадолато
- Белькастро
- Борджа
- Ботричелло
- Валлефьорита
- Гальято
- Гасперина
- Гуардавалле
- Даволи
- Деколлатура
- Джимильяно
- Джирифалько
- Джиццерия
- Дзагаризе
- Иска-сулло-Йонио
- Караффа-ди-Катандзаро
- Кардинале
- Карлополи
- Катандзаро
- Конфленти
- Кортале
- Кропани
- Куринга
- Кьяравалле-Чентрале
- Ламеция-Терме
- Маджизано
- Майда
- Мартирано
- Мартирано-Ломбардо
- Марчедуза
- Марчеллинара
- Мильерина
- Монтауро
- Монтепаоне
- Мотта-Санта-Лучия
- Ночера-Теринезе
- Оливади
- Палермити
- Пентоне
- Петрицци
- Петрона
- Платания
- Пьянополи
- Сан-Вито-сулло-Йонио
- Сан-Манго-д’Акуино
- Сан-Пьетро-а-Майда
- Сан-Пьетро-Апостоло
- Сан-Состене
- Санта-Катерина-делло-Йонио
- Сант'Андреа-Апостоло-делло-Йонио
- Сан-Флоро
- Сатриано
- Селлия
- Селлия-Марина
- Серрастретта
- Серсале
- Сеттинджано
- Симери-Крики
- Скуиллаче
- Соверато
- Соверия-Маннелли
- Соверия-Симери
- Сорбо-Сан-Базиле
- Сталетти
- Таверна
- Тириоло
- Торре-Де-Руджеро
- Фалерна
- Феролето-Антико
- Фоссато-Серральта
- Ченади
- Чентраке
- Черва
- Чикала
- Якурсо

## Культура
Самым знаменитым местом провинции является часть побережья залива Сквиллаче — песчаные пляжи между Катандзаро и Соверато. Внимание туристов привлекают сохранившиеся постройки норманских замков в Катандзаро и Сквиллаче, сады Вилла-Триесте, провинциальный музей в Вилла-Комунале, с коллекцией древних монет, места археологических раскопок в Борджиа, которые включают пре-романское поселение Skylletion.